# Gustav E. von Grunebaum
Gustav Edmund von Grunebaum, nato Gustav Edmund Ritter von Grünebaum (Vienna, 1º settembre 1909 – Los Angeles, 27 febbraio 1972), è stato uno storico e arabista austriaco.
Gustav conseguì un Ph.D. in Studi Orientali nell'Università di Vienna, laureandosi nel 1931, proseguendo i suoi studi a Università di Berlino nel 1932-33. Quando la Germania nazista inglobò l'Austria con l'Anschluss del 1938, emigrò immediatamente degli Stati Uniti], dove gli fu subito affidato un posto universitario nell'Asia Institute di New York, diretto allora da Arthur Upham Pope (1881-1969). Nel 1943 si spostò nella University of Chicago, rimanendovi fino al 1957. Nel 1949 vi divenne cattedratico. Dal 1957 divenne professore di Storia del Vicino Oriente e Direttore del nuovo Dipartimento, denominato "Near Eastern Center", nella University of California a Los Angeles.
Gustav fu sposato con Giselle Steuerman, che solo in un secondo momento rispetto a lui, era riuscita ad emigrare negli ospitali Stati Uniti.

## Opere
- Muhammadan Festivals London, Curzon Press, 1951
- Medieval Islam : a study in cultural orientation, University of Chicago Press, 1946
- Kritik und Dichtkunst: Studien zur arabischen Literaturgeschichte, Wiesbaden, Harrassowitz, 1955
- mit R. Brunschvig (Hrsg.): Klassizismus und Kulturverfall im Islam/Classicisme et déclin culturel dans l'histoire dell'Islam; symposium international d'histoire de la civilisation musulmane. <Bordeaux 25-29 juin 1956>, Paris, Besson-Chantemerl, 1957
- Modern Islam: The search for cultural identity, Berkley [u.a.], University of California Press, 1962
- Der Islam im Mittelalter, Zürich [u.a.], Artemis-Verlag, 1963
- Der Islam in seiner Klassischen Epoche 622-1258, Stuttgart, Artemis Verlag, 1966
- Arabische Literaturgeschichte (als Hrsg.), Zürich [u.a.], Artemis-Verlag ,1968
- Studien zum Kulturbild und Selbstverständnis des Islams, Zürich, 1969
- Propyläen-Weltgeschichte/Bd. 5, Halbbd. 1 Islam: Die Entstehung Europas, Taschenbuchausg., 1976
- Fischer Weltgeschichte. Bd. 15: Der Islam II. Die islamischen Reiche nach dem Fall von Konstantinopel, (als Hrsg.), Fischer, Frankfurt, 1999 (1ed italiana, Feltrinelli, "Storia Universale" , Milano, 1972)